# Estación São Bento
La Estación São Bento es parte de la Línea 1-Azul del Metro de São Paulo. Es la décima estación en sentido Jabaquara y la décima cuarta en sentido Tucuruvi.
Fue inaugurada el 26 de septiembre de 1975. Posee un área construida de 18.150 m².
Cuenta con 5 accesos a la estación siendo dos de ellos en el Largo de São Bento, uno en la Ladera Porto Geral, uno en el nivel del Valle de Anhangabaú y otro en la calle São Bento.

## Demanda media de la estación
La media de entrada de pasajeros en esta estación, es de 73 mil personas por día, según datos de Metro. Esta estación está situada en una región muy transitada muy cerca de las calles Boa Vista y 25 de marzo.
Considerada la tercera estación con mayor demanda de la línea, se encuentra solamente debajo de Jabaquara (81 mil) y Luz (106 mil). A pesar de estar próxima a Anhangabaú, la mayoría de los pasajeros que van para el Anhangabaú utilizan la estación de la línea 3 - roja (Estación Anhangabaú).

## Características
Estación enterrada con entrepiso de conexión y dos plataformas laterales superpuestas, estructura en concreto aparente. El principal acceso se integra con el Largo en el nivel del hall.
La capacidad es de 40.000 pasajeros por hora.
En esta estación surgió por primera vez la cultura hip hop en Brasil a finales de los años 80, vinculada en sus comienzos al breakdance.[cita requerida]

## Alrededores de la estación[2]
- BOVESPA
- Centro Cultural Banco do Brasil
- Orden de los Abogados do Brasil (OAB)
- Mercado Municipal de São Paulo
- Mosteiro de São Bento
- Museu Padre José Anchieta

Educación
- Colegio São Bento
- Facultades Integradas Tibiriçá

Religión
- Iglesia Beato José de Anchieta
- Iglesia de Santo Antônio
- Iglesia de São Francisco - 1º e 3º Orden
- Iglesia Nossa Senhora do Rosário
- Iglesia Evangélica Luterana de São Paulo